# Tempel van Neptunus
De Tempel van Neptunus (Latijn: Aedes Neptuni) was een tempel ter ere van de god Neptunus in het oude Rome.
De oudste vermelding van een tempel voor Neptunus stamt uit 206 v.Chr, toen de deuren en het altaar van de tempel op opmerkelijke wijze waren gaan "zweten". De tempel stond op het Marsveld, bij het Circus Flaminius, dat in 220 v.Chr. was gebouwd.
Een nieuwe tempel werd rond 32 v.Chr. gebouwd door Gnaius Domitius Ahenobarbus, die in dat jaar consul was. Domitius Ahenobarbus won in de Slag bij Philippi (42 v.Chr.) de zeeslag tegen Gnaeus Domitius Calvinus en had mogelijk aan de vooravond van dit gevecht de tempel aan Neptunus beloofd, in ruil voor zijn goddelijke steun. Hij keerde echter pas in 32 v.Chr. terug naar Rome, waardoor het onwaarschijnlijk is dat hij de tempel eerder liet bouwen. Domitius plaatste een beroemde beeldengroep van de befaamde Griekse beeldhouwer Scopas in de tempel. De groep stelde Neptunus, Thetis en Achilleus voor, omgeven door Nereïden en Tritonen, die allen zaten op of werden omstuwd door verschillende zeemonsters.
Een grote fries, met afbeeldingen van de lustratie (rituele zuivering) van het Romeinse leger en een zeethiasos, is bewaard gebleven en is waarschijnlijk afkomstig uit deze tempel, waar hij het altaar sierde. De fries is tegenwoordig in twee delen opgesplitst en wordt tentoongesteld in het Louvre in Parijs en de Glyptothek in München.
Lange tijd werd aangenomen dat de kerk San Salvatore in Campo op de fundamenten van de Tempel van Neptunus was gebouwd, maar omdat deze kerk wat verder van de locatie van het Circus Flaminius afstaat wordt dit nu betwijfeld.

## Antieke bron
1. ↑  Cassius Dio, 17 fr. 57.60
2. ↑  Plinius de Oudere, Naturalis Historia - 36.26

## Referentie
- L. Richardson, jr, A New Topographical Dictionary of Ancient Rome, Baltimore - London 1992. pp.267. ISBN 0801843006